# Stelletta colombiana
Stelletta colombiana är en svampdjursart som först beskrevs av Wintermann-Kilian och Kilian 1984.  Stelletta colombiana ingår i släktet Stelletta och familjen Ancorinidae. Inga underarter finns listade i Catalogue of Life.